# Ebnat-Kappel
Ebnat-Kappel es una comuna suiza del cantón de San Galo, ubicada en el distrito de Toggenburgo. Limita al noroeste con la comuna de Wattwil, al noreste con Hemberg, al este y sureste con Nesslau-Krummenau, al suroeste con Amden, Schänis y Kaltbrunn, y al oeste con Rieden y Gommiswald.